# Pimoa trifurcata
Espèce
Pimoa trifurcata est une espèce d'araignées aranéomorphes de la famille des Pimoidae.

## Distribution
Cette espèce est endémique du Sichuan en Chine,.

## Description
Le mâle holotype mesure 4,90 mm et la femelle paratype 7,27 mm.

## Publication originale
- Xu & Li, 2007 : Taxonomic study of the spider family Pimoidae (Arachnida: Araneae) from China. Zoological Studies, vol. 46, p. 483-502 (texte intégral).